# História do Superman
Superman é um personagem fictício de histórias em quadrinhos que atravessou diversas décadas e tornou-se símbolo do gênero de super-heróis.

## História

### 1933-1938: Invenção
O primeiro personagem Superman criado por Jerry Siegel e Joe Shuster não era um herói, mas um vilão. Sua história "The Reign of the Super-Man" (O Reino do Superman) concebia um vilão que pretendia conquistar  o mundo. A história não vendia, forçando os dois a reposicionar o personagem no lado certo da lei. Em 1935, sua história de Superman foi novamente rejeitada por syndicates com receio em relação a lei, os quais reconheciam o personagem como um Hugo Danner, personagem principal de Philip Wylie no romance Gladiator, levemente alterado. Uma editora em crescimento, DC Comics, publicou outra de suas criações, Dr. Oculto, que fez sua primeira aparição em New Fun Comics #6, Outubro de 1935. DC decidiu dar uma chance ao Superman, até que uma eventual disputa judicial ocorresse, neste caso suspenderiam a publicação do personagem.

### Década de 1950: Uma década "perdida"
Em 1947 teria início a disputa de Siegel e Shuster com a editora pelos direitos do personagem, o que resultaria em um julgamento desfavorável aos criadores, bem como na perda de seus empregos. O afastamento dos dois representaria uma significativa queda na qualidade das histórias durante a primeira metade da década seguinte. Adicionalmente, o surgimento do Comics Code Authority, em 1954, uma organização que impôs uma série de regras que visavam impedir que as histórias influenciassem negativamente as crianças americanas, também seria visto como um fato que contribuiria para que a década de 1950 fosse considerada uma "década perdida" para o personagem, ainda que tivesse ocorrido em 1958 e 1959 a publicação de histórias que estabeleceriam importantes elementos da mitologia de Superman: em Action Comics #241 seria publicada a primeira história envolvendo o conceito de uma "Fortaleza da Solidão" e na edição seguinte surgiria Brainiac, que viria a se tornar um dos mais importantes antagonistas. Em março do ano seguinte seria publicada Action Comics #252, responsável por apresentar Kara Zor-El, a prima de Superman, a primeira personagem a adotar a alcunha de Supergirl e continuar aparecendo de forma recorrente nas histórias da editora. Em maio do mesmo ano surgiria Bizarro, uma versão defeituosa de Superman inspirada numa história publicada no ano anterior na revista Superboy #68.

### Década de 1970 e início da década de 1980: Julius Schwartz e a "Era de Bronze"
A década de 1970 marca o término das contribuições do editor Mort Weisinger, que em 1971 se aposentaria, sendo substituído por Julius Schwartz. Alguns historiadores entendem que a "Era de Prata" das histórias em quadrinhos americanas terminou em abril de 1970, mês em que Schwartz - o homem responsável por iniciar o período com a reformulação do herói Flash em Showcase #4 - abandonou o cargo de editor da revista Green Lantern, protagonizada por um dos heróis que ele havia ajudado a reinventar, em favor de Denny O'Neil e Neal Adams.. Na coluna "Scott's Classic Comics Corner", um dos jornalistas do site americano Comic Book Resources apontaria diversas possibilidades para a sucessão e, embora uma das mais aceitas fosse a publicação de Green Lantern/Green Arrow #76, a primeira história de O'Neil e Adams, houve outros eventos significativos naquele período, incluindo a aposentadoria de Weisinger, evento que poderia ser entendido como o ponto de transição entre a "Era de Prata" e a "Era de Bronze"
Anualmente, Weisinger já vinha tentando se desligar do trabalho de editor das revistas de Superman, mas as negociações com Jack Liebowitz sempre levavam à reajustes no salário e sua permanência por mais um ano. Em 1967, a DC Comics foi vendida ao grupo Kinney Publishing, e no ano seguinte, o grupo também adquiriu a Warner Bros.. Um grande conglomerado de escritórios reunia as diferentes empresas, e a DC passou por algumas alterações no seu quadro de funcionários: Liebowitz designaria o desenhista Carmine Infantino, responsável por uma série de bem-sucedidas revisões no design dos personagens da DC, como "diretor editorial". Infantino, por sua vez, promoveria as próprias alterações, designando outros artistas para ocuparem funções administrativas. Eventualmente, Liebowitz decidiria se aposentar, e permitiria que Weisinger o acompanhasse. Ambos se desligariam da editora em 1970.. Com a aposentadoria de Weisinger, diferentes editores assumiriam cada uma das revistas de Superman então publicadas. Ao passo que Schwartz assumiu o comando de Superman, Murray Boltinoff se tornaria o editor de Action Comics
À época, o grupo editoral do personagem compreendia ainda outras cinco revistas em publicação: Adventure Comics, Superboy, Lois Lane, Jimmy Olsen e World's Finest. Inicialmente, Schwartz acumularia o cargo de editor de Superman com o de World's Finest, revista onde eram publicadas as histórias de Superman em parceria com Batman; Boltinoff por sua vez acumularia Superboy, com as histórias do jovem Superman, e Jimmy Olsen, com as histórias do personagem homônimo com Action Comics; Mike Sekowsky se tornaria o editor de Adventure Comics, onde eram publicadas as histórias de Supergirl; e o editor de Lois Lane a partir de 1970 seria E. Nelson Bridwell.
Embora agissem separadamente, todos os editores possuíam um objetivo comum: tornar as revistas menos fantasiosas, produzindo histórias mais "realistas" e em sintonia com a época.. Boltinoff trabalharia com Leo Dorfman e Cary Bates em Action Comics e nem sempre havia muito respeito às mudanças então implementadas em Superman - Bates continuaria utilizando em suas histórias um dos elementos fantasiosos que Schwartz explicitamente queria se livrar: os "super-robôs" da Fortaleza da Solidão. A necessidade de produzidas histórias cujas tramas fossem "modernas" nem sempre era bem-sucedida: em outra edição da revista, Superman chegou a enfrentar "os perigos do rock n' roll", que um vilão musical utilizava para transformar os jovens em criminosos. Uma história significativa do período se deu em Lois Lane #106, logo no início da reformulação em 1970: por um dia a personagem se transformava numa afro-americana
Cerca de um ano após ter tomado à frente dos roteiros de Superman, e insatisfeito com a o que via como a sua "incapacidade de fazer jus" ao personagem em seus roteiros, Denny O'Neil decidiria se desligar da revista.. Schwartz, então, começaria a trabalhar com alguns escritores que, embora menos experientes, não foram menos inventivos de O'Neil. Dentre os sucessores do popular escritor estão Cary Bates, Elliot S! Maggin e Martin Pasko. Bates contribuiria em uma série de histórias, substituindo O'Neil a partir de Superman #243, ignorando as alterações anteriormente realizadas e, entre Action Comics 480 e 483 escreveria uma série de confrontos entre Superman e o vilão Amazo. Suas histórias são vistas como a representação do personagem na "Era de Bronze": um herói experiente, mas que não age como "escoteiro". Maggin, por sua vez, contribuiria com uma das mais significativas histórias do personagem: Must There Be a Superman?, publicada em Superman #247, se tornou conhecida por sua dramaticidade, ao colocar o personagem se questionando se suas ações tinham um efeito positivo sobre a humanidade, ou se ele já estava intervindo de tal forma que as pessoas estavam começando a se tornar dependentes de sua ajuda

### 1986-1988: John Byrne
Em meados de 1985 o editor Andrew Helfer recebeu da DC Comics a incumbência de escolher os escritores que trabalhariam nas revistas de Superman após a conclusão do evento "Crise nas Infinitas Terras", e vários autores foram abordados. Há registros de que pelo menos John Byrne, Frank Miller, Steve Gerber, Cary Bates, Elliot Maggin, Marv Wolfman e Alan Moore tenham encaminhado propostas à editora.
Seria Byrne quem acabaria sendo contratado pela editora para reformular o personagem após o evento e como parte dessa reformulação criou inclusive uma uma nova origem, narrada na minissérie The Man of Steel, lançada entre junho e agosto de 1986. A partir de setembro, uma nova revista intitulada Superman foi lançada, com roteiros e desenhos de Byrne, e as duas outras revistas do personagem foram alteradas - a revista Superman original, mantendo sua numeração, teve seu título alterado para Adventures of Superman e passou a ser escrita por Marv Wolfman, enquanto Action Comics, também mantendo sua numeração original, passou a partir da edição 584 a ser uma revista dedicada à histórias do gênero team-up.
A partir de The Man of Steel vários elementos foram removidos da mitologia do personagem. Dentre as alterações realizadas estava uma inversão na caracterização do personagem: "Clark Kent" passaria a ser a identidade principal do personagem, e "Superman" passaria a ser o disfarce adotado por ele para poder utilizar seus poderes e habilidades livremente. Apesar das alterações, a origem de Clark/Superman continuaria essencialmente mesmo: enviado para o planeta Terra, sua nave caiu na cidade de Smallville (Pequenópolis, na versão brasileira) e Jonathan e Martha Kent o criaram como seu próprio filho. A carreira de Superboy do personagem seria eliminada da continuidade e somente ao atingir a idade adulta e já ter se mudado para Metrópolis que ele passaria a agir como Superman.

### 1988-1989: O Superman após Byrne
O trabalho desenvolvido por Byrne continuaria influenciado as histórias do personagem mais de uma década após ele abandoná-lo.. Imediatamente após sua saída, o editor Mike Carlin, o escritor Roger Stern - contratado como o novo escritor de Superman - e Jerry Ordway -  agora acumulando as funções de roteirista e desenhista de Adventures of Superman - tiveram que lidar com a responsabilidade de não apenas dar continuidade à revitalização da mitologia de Superman, mas também que lidar com os elementos do enredo que não haviam sido resolvidos por Byrne
O primeiro dos problemas era lidar com as consequências que o final da "Saga da Supergirl" teria. Embora Ordway discordasse da conclusão escrita por Byrne - Superman executou os três super-vilões kryptonianos mesmo após ter conseguido extirpá-los definitivamente de seus super-poderes - por acreditar que aquele não era um comportamento condizente com as características do personagem, as implicações psicológicas daquela decisão seriam abordadas na série de histórias publicadas entre novembro de 1988 e junho de 1989. Superman, se sentindo culpado, acabou desenvolvendo uma série de conflitos internos que o levaram à apresentar por certo período uma segunda personalidade e, posteriormente, a um exílio auto-imposto, durante o qual o personagem vagou pelo espaço tentando redescobrir se ainda poderia agir como um herói.

### De 1999 a 2004: Reavaliando o personagem
Quando Eddie Berganza assumiu as funções de editor responsável pelas histórias de Superman, incluindo as publicadas em Action Comics, o personagem vinha passando por baixas vendas, e suas histórias tinham pouca repercussão. Uma equipe capitaneada por Jeph Loeb, que se tornou o escritor de Superman, e Joe Kelly, que assumiu os roteiros de Action Comics, tomou para si a responsabilidade de "revitalizar" o personagem, e a partir de outubro de 1999 começou a promover inúmeros questionamentos acerca das várias facetas que o definiam.. Segundo Marcus Medeiros, do site brasileiro Omelete, "o objetivo dos roteiristas era evoluir as bases estabelecidas por John Byrne e seus seguidores para conseguir um Super-Homem mais humano - conseqüência de sua criação por Jonathan e Martha Kent - ao mesmo tempo em que resgatariam a magia e a grandeza perdida da Era de Prata dos super-heróis". E realmente vários elementos da dita "Era de Prata" (designação utilizada por público e crítica para se referir às histórias em quadrinhos publicadas no período histórico de 1960 a 1970) que haviam sido abandonados por Byrne foram reintroduzidos nas histórias publicadas entre 1999 e 2004, como Krypto, o Super-Cão. À época, tais histórias foram em geral bem-recebidas, mas não de forma unânime. Robert Greenberger, do site americano Comic Book Resources, elogiaria a capacidade da equipe de revitalizar o personagem e suas histórias, mas condenaria a falta de ineditismo - "Eles não trouxeram nada de novo, apenas atualizaram as histórias contadas por Mort [Weisinger, editor das revistas do personagem até 1970]", disse, em texto de 2010
Se em Superman #178, Loeb escreveu uma controversa história, onde Lex Luthor, o maior oponente de Superman, tomava conhecimento da identidade secreta do personagem, Kelly escreveu em Action uma das mais emblemáticas histórias do personagem: What's so Funny about Truth, Justice & the American Way?, onde o personagem enfrenta "A Elite", um grupo de super-heróis liderado por Manchester Black, que questiona os valores morais do personagem., desafiando-o "não apenas como homem, mas como um conceito" Vista tanto pelo público quanto pela crítica como uma das melhores já publicadas em toda a história do personagem, a história seria posteriormente listada pela Revista Wizard como uma das mais bem escritas da década, tendo inclusive sido selecionada para fazer parte da coleção Superman: The Greatest Stories Ever Told Kelly contribuiria ainda com dois notórios eventos, Mundos em Guerra e A Batalha Final. Enquanto o primeiro abordou se os ideais defendidos por Superman "resistiriam" quando o personagem se visse participando de uma guerra, o segundo analisou a fragilidade que a descoberta da identidade secreta de um herói poderia representar. Kelly permaneceria nos roteiros de Action até dezembro de 2003, com o lançamento da 810ª edição, mas retornaria à revista em fevereiro e março do ano seguinte para coescrever com Michael Turner o arco de história Godfall - O Fim dos Deuses.
Loeb contribuiu no desenvolvimento de um dos mais significativos arcos de história a transcorrer com Superman: a Presidência de Lex Luthor. Em 2000, durante a reunião anual realizada entre o corpo editorial da DC Comics e os escritores responsáveis pelas várias revistas protagonizadas por Superman para definir o rumo que as histórias tomariam no ano seguinte, discutiu-se como continuar avançando a história do personagem Lex Luthor. Embora fosse desde a sua concepção um vilão, uma série de tramas publicadas nos últimos anos concluíram com Luthor recebendo aos olhos do público o crédito por inúmeras "boas ações", como a reconstrução de Gotham City após uma série de eventos ter devastado a cidade. Com Paul Levitz e Janette Kahn - editor-chefe e publisher da editora, respectivamente - presentes, a equipe propôs que Luthor se candidatasse ao cargo de Presidente dos Estados Unidos e vencesse o pleito de forma legítima. No final daquele ano, com a publicação do especial Lex 2000, o vilão lançou-se como candidato à eleição presidencial dos Estados Unidos de 2000 e se elegeu presidente, substituindo George W. Bush no Universo DC como o 43º Presidente dos Estados Unidos, sem que a editora tivesse planos à longo prazo para retirá-lo do cargo.
Luthor já era visto pelos cidadãos dos Estados Unidos como um visionário e um benevolente empresário. e durante o período em que esteve no cargo, ao olhos do público, reformou o sistema educacional, liderou o país durante a vitória contra uma invasão alienígena e alcançou grande popularidade. No início de 2002, Loeb deixou o cargo de roteirista da revista Superman para se dedicar ao planejamento de Superman/Batman, revista que a editora pretendia lançar no ano seguinte. Berganza acumulou as funções de editor da revista com Matt Idelson, e a revista começou a ser planejada de forma a refletir os eventos narrados tanto nas revistas de Superman - onde, por exemplo, havia surgido uma nova Supergirl chamada "Cir-El" - quanto de Batman. Desde o início já se discutia que o primeiro arco da revista abordaria o fim do período de Luthor na Casa Branca e que Ed McGuinness trabalharia como desenhista na nova revista, que tentaria se afastar do gênero team-up e buscaria mostrar a relação entre os antagônicos elementos dos dois personagens